# Eisenbahnunfall von Radevormwald
| \| \| \| von Wuppertal Hbf \| \| \| \| 22,2 \| Wuppertal-Oberbarmen \| Wuppertal-Oberbarmen \| \| \| \| nach Opladen \| \| \| \| \| \| \| \| \| 14,4 \| Beyenburg \| Beyenburg \| \| \| \| Wupper \| \| \| \| 10,7 \| Unfallstelle \| Unfallstelle \| \| \| 9,3 \| Dahlerau \| Dahlerau \| \| \| \| Wupper \| \| \| \| \| \| \| \| \| \| von Opladen und von Remscheid Hbf \| \| \| \| 0,0 \| Remscheid-Lennep \| Remscheid-Lennep \| \| \| \| nach Wuppertal-Oberbarmen \| \| |      |                                   |                                   |
| Strecke |      | von Wuppertal Hbf                 | von Wuppertal Hbf                 |
| Bahnhof | 22,2 | Wuppertal-Oberbarmen              | Wuppertal-Oberbarmen              |
| Abzweig geradeaus und nach rechts |      | nach Opladen                      | nach Opladen                      |
| |      |                                   |                                   |
| Bahnhof | 14,4 | Beyenburg                         | Beyenburg                         |
| Brücke über Wasserlauf |      | Wupper                            | Wupper                            |
| | 10,7 | Unfallstelle                      | Unfallstelle                      |
| Bahnhof | 9,3  | Dahlerau                          | Dahlerau                          |
| Brücke über Wasserlauf |      | Wupper                            | Wupper                            |
| |      |                                   |                                   |
| Abzweig geradeaus und von links |      | von Opladen und von Remscheid Hbf | von Opladen und von Remscheid Hbf |
| Bahnhof | 0,0  | Remscheid-Lennep                  | Remscheid-Lennep                  |
| Strecke |      | nach Wuppertal-Oberbarmen         | nach Wuppertal-Oberbarmen         |

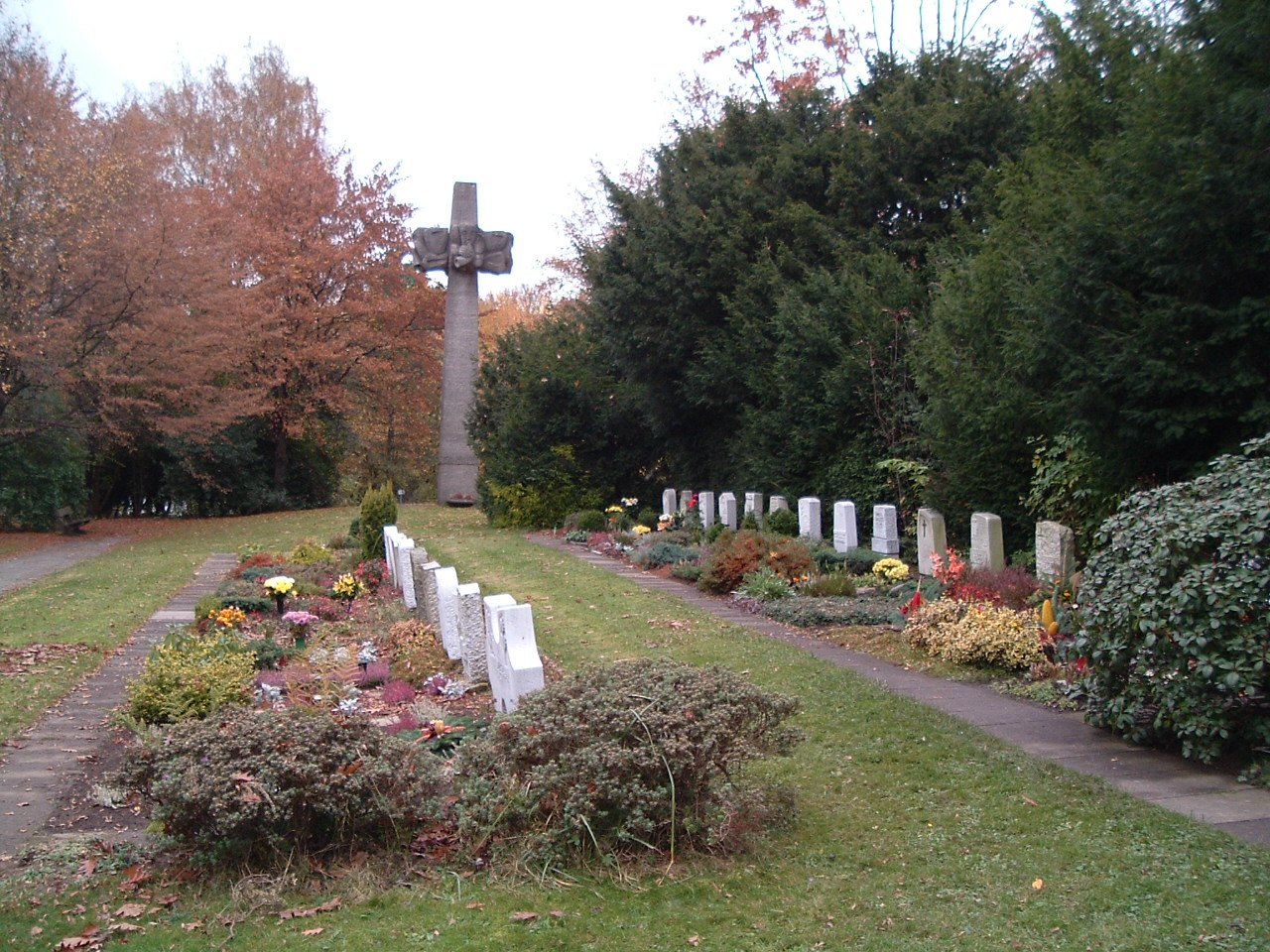
Gedenkkreuz und Gräber für die Opfer auf dem Kommunalfriedhof in Radevormwald (2004)

Bei dem Eisenbahnunfall von Radevormwald kollidierten am 27. Mai 1971 auf der Wuppertalbahn zwei Züge bei Dahlerau, einem Ortsteil von Radevormwald. Dabei starben 46 Menschen, davon 41 Schüler der Radevormwalder Geschwister-Scholl-Schule. Es war der Eisenbahnunfall mit den meisten Todesopfern der Deutschen Bundesbahn (der Eisenbahnunfall von Eschede betrifft das Nachfolgeunternehmen Deutsche Bahn).

## Ausgangslage

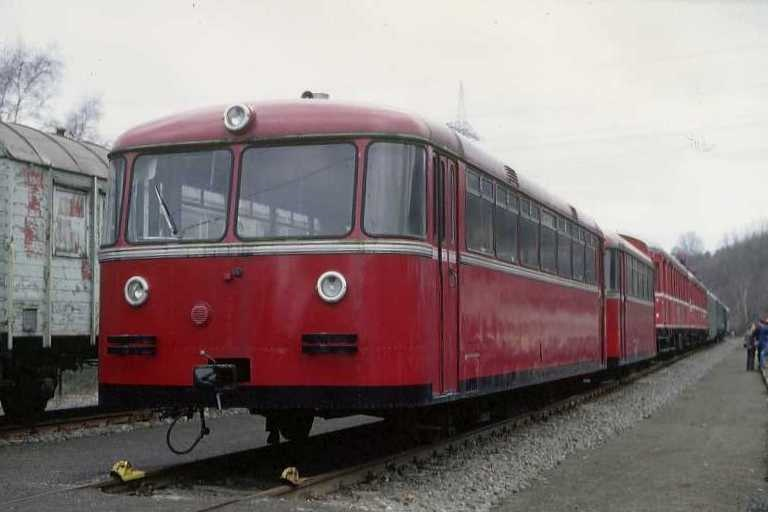
Baureihe 795 – „Schienenbus“ ähnlich dem verunglückten Triebwagen

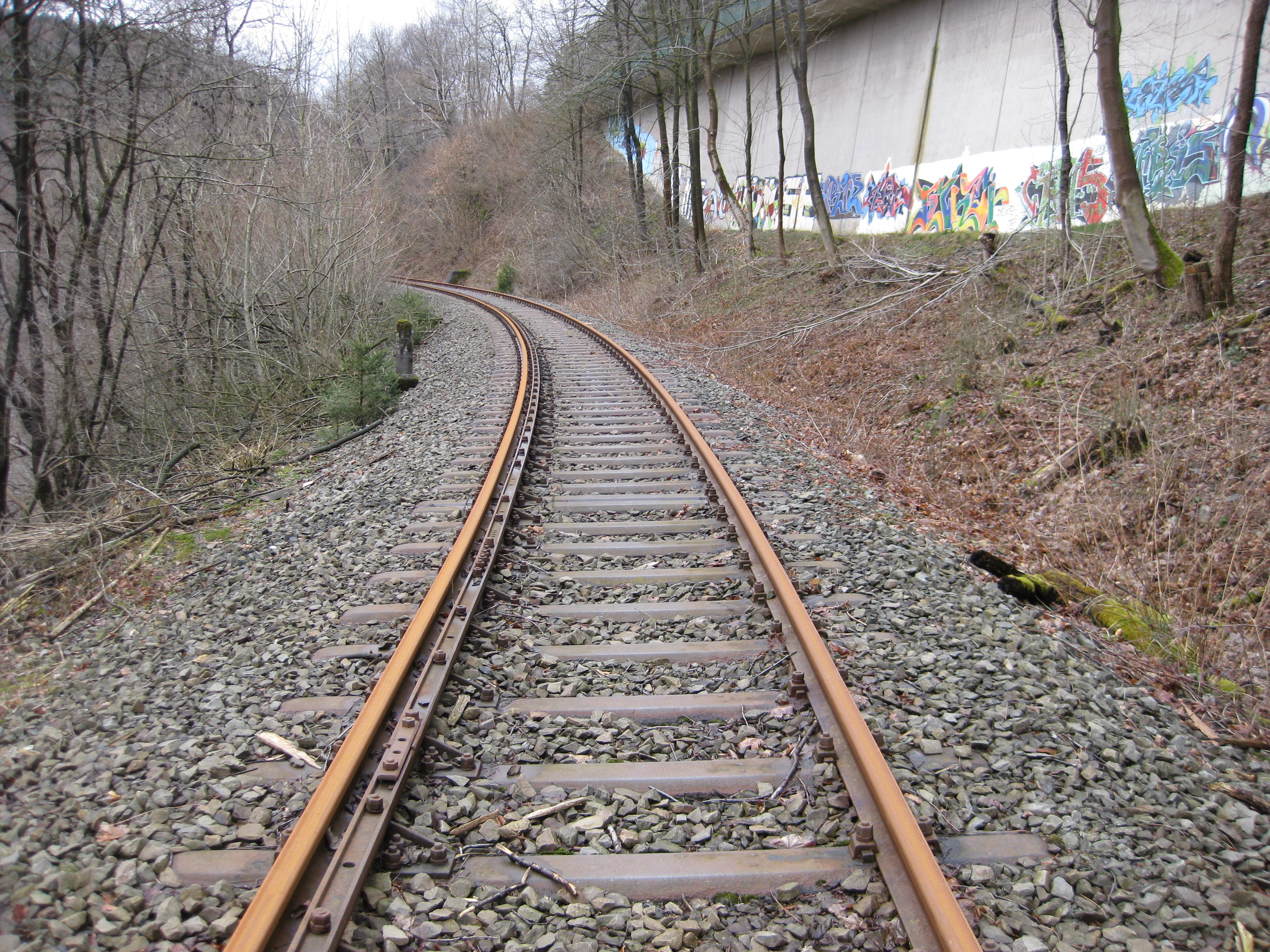
Unfallstelle (2009)

Am Abend des 27. Mai 1971, einem verregneten Donnerstag, befuhr kurz nach 21 Uhr ein Sonderzug mit der Zugnummer Eto 42227 die eingleisige Eisenbahnstrecke Wuppertal-Oberbarmen – Radevormwald (Wuppertalbahn). Er bestand aus dem Uerdinger Schienenbus mit der Nummer 795 375-5 und einem Beiwagen mit der Nummer 995 325-8. In dem Zug befanden sich insgesamt 71 Fahrgäste. Die meisten gehörten zu zwei neunten Klassen der Radevormwalder Hauptschule auf einer Schulabschlussfahrt mit Lehr- und Begleitpersonen. Der Sonderzug hatte zum Unfallzeitpunkt etwa dreißig Minuten Verspätung. Die Verspätung erforderte die Planung einer Zugkreuzung mit einem in der Gegenrichtung planmäßig verkehrenden Güterzug.
Die Zugkreuzung wurde nach fernmündlicher Absprache der Fahrdienstleiter von Beyenburg und Dahlerau nach Dahlerau gelegt. Nach der Annahme des Sonderzuges durch den Fahrdienstleiter von Dahlerau blieben ihm nur wenige Minuten Zeit zur Vorbereitung der Kreuzung mit dem Güterzug. Für die Fahrt von Beyenburg nach Dahlerau waren 8 Minuten eingeplant.
In der Gegenrichtung befuhr der Güterzug Ng 16856 die Strecke. Er wurde von der Diesellokomotive 212 030-1 gezogen. Er durfte, wenn das Einfahrsignal des Bahnhofs Dahlerau „Fahrt“ (Hp 1) zeigte, bis zu dem am Bahnsteig aufgestellten Halte-Signal (Ne 5, „H-Tafel“) fahren und hatte dort zu halten. Der Güterzug fuhr auch gemäß der Vorschrift langsam in den Bahnhof ein. Dieser Ablauf war zwingend erforderlich, da die Bahnhöfe dieser Nebenbahn damals nicht über Ausfahrsignale verfügten. Im Buchfahrplan war der betriebliche Ablauf in diesem Fall zusätzlich durch ein „H“ in der Ankunftsspalte markiert. Der Fahrdienstleiter konnte diesen Zwangshalt jedoch aufheben, indem er dem herannahenden Zug Signal Zp 9 als Durchfahrauftrag erteilte. Diese Vorgehensweise war bei dem fahrplanmäßigen Güterzug üblich, da um diese Zeit fahrplanmäßig Zugkreuzungen nicht vorgesehen waren.
Das Lokpersonal des Güterzuges Ng 16856 war über die außerplanmäßige Zugkreuzung in Dahlerau nicht informiert, da die geplante Kreuzung in Dahlerau erst nach der Abfahrt des Güterzuges in Radevormwald zwischen den Fahrdienstleitern von Beyenburg und Dahlerau festgelegt worden war. Das Lokpersonal über die Zugkreuzung zu informieren war nicht erforderlich, da die Vorschriften hinsichtlich der Durch- oder Weiterfahrt eindeutig waren und deren Befolgung zu erwarten war. Wenn der Sonderzug planmäßig im von Dahlerau 12,3 Kilometer entfernten Radevormwald ohne die Verspätung von dreißig Minuten eingetroffen wäre, hätte in Dahlerau keine Zugkreuzung zwischen dem Sonderzug und dem Güterzug stattgefunden.
Beide Züge waren nicht mit Sprechfunk ausgerüstet, die Kommunikation zwischen Strecken- und Lokpersonal war daher nur durch Signale und Streckenfernsprecher möglich. Wenn das Einfahrsignal von Dahlerau „Halt“ (Hp 0) gezeigt hätte, hätte der Lokführer nach Stillstand des Güterzuges das Signal Zp 1 Achtungssignal akustisch abgegeben. Falls anschließend das Einfahrsignal nicht Hp 1 gezeigt hätte, wäre mittels Streckenfernsprecher vom Lokpersonal Kontakt zum Fahrdienstleiter aufgenommen worden, welcher so die Zugkreuzung sicherheitshalber hätte übermitteln können.

## Unfallgeschehen

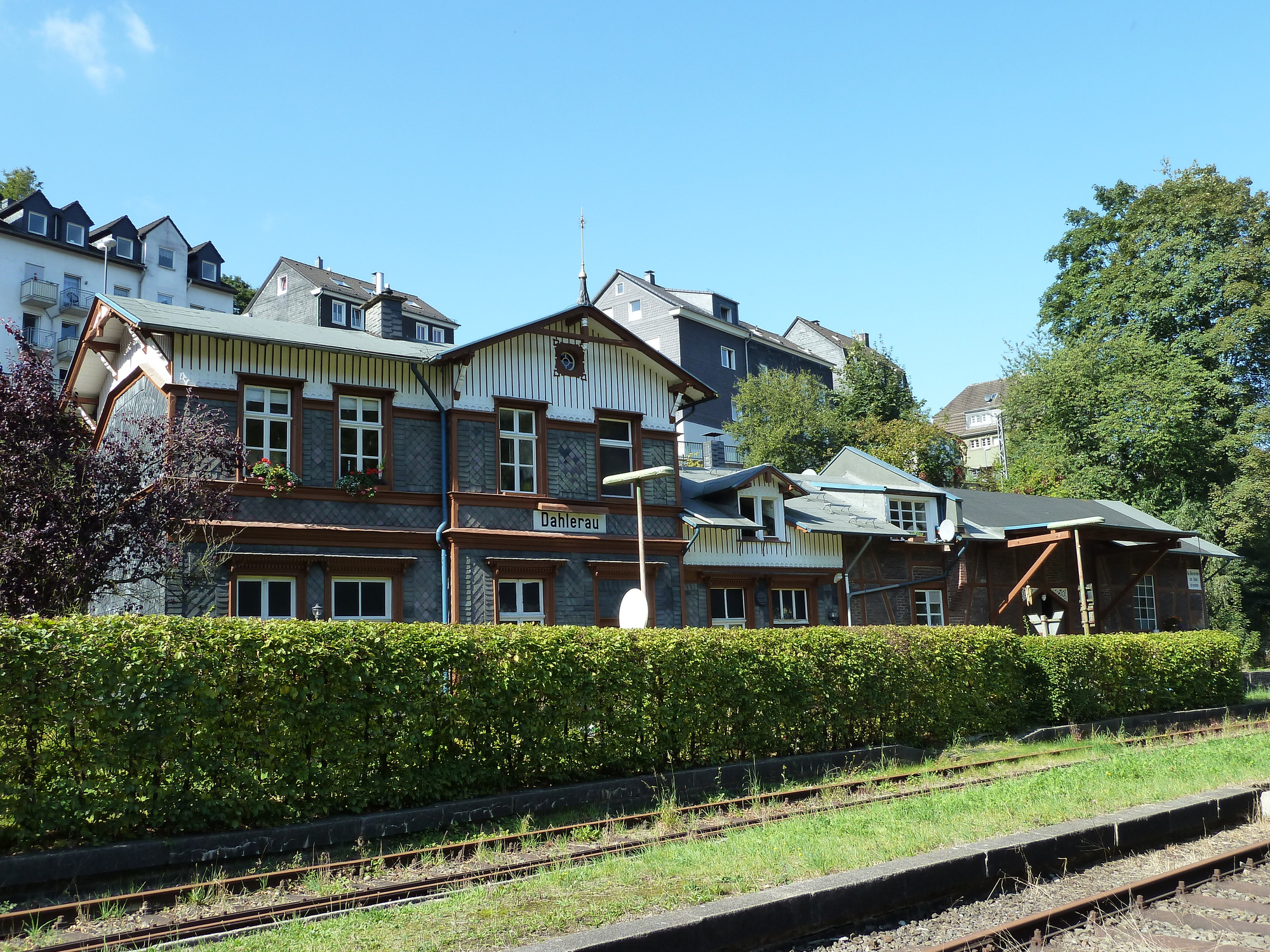
Bahnhof Dahlerau (2012)

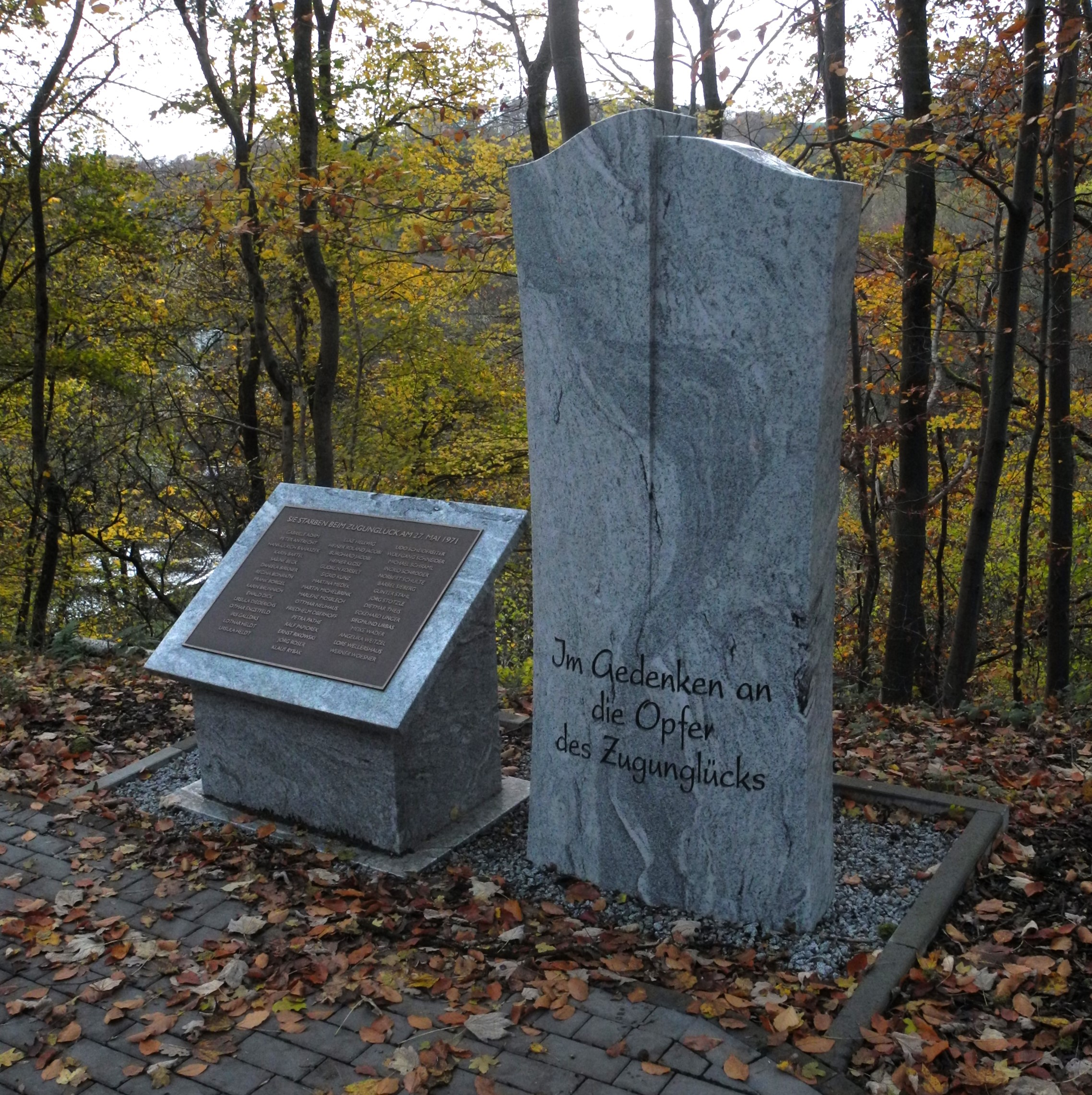
2023 eingeweihte Gedenkstätte oberhalb der Unfallstelle (2023)

Triebfahrzeugführer und Zugführer des Güterzugs gaben zu Protokoll, dass auch an diesem Abend der im Buchfahrplan durch ein „H“ angegebene Fahrplanhalt mittels des Befehlstabs (Zp 9) aufgehoben worden sei und freie Durchfahrt ohne Halt an der H-Tafel (Ne 5) signalisiert worden sei. Der Fahrdienstleiter gab dagegen zu Protokoll, dass er extra mit einer roten Blende im Befehlstab ein zusätzliches, gemäß der Signalordnung im Betriebsablauf jedoch nicht übliches Haltesignal gegeben habe. Ein Kreissignal (Sh 3) wurde dem langsam einfahrenden Nahgüterzug vom Fahrdienstleiter nicht gegeben. In der Nachstellung zum Unfallhergang verdeutlichte der Fahrdienstleiter von Dahlerau, dass er bei der Annäherung des Güterzuges den Arm ausgestreckt nach oben gehalten hatte (Körperhaltung beim Durchfahrauftrag Zp 9) und keine kreisende Armbewegung (Körperhaltung beim Nothaltsignal Sh 3) signalisierte.
Wäre der Fahrdienstleiter bei Ankunft des Güterzuges überhaupt nicht auf den Bahnsteig getreten, wäre die Situation eindeutig gewesen und der Güterzug hätte an der H-Tafel anhalten müssen.
Der Fahrdienstleiter, der laut eigener Aussage noch vergeblich versucht hatte, die Lok zu Fuß zu erreichen, rief im fünf Kilometer entfernten Beyenburg an, um den Sonderzug dort aufhalten zu lassen. Der Schienenbus war jedoch schon in Richtung Dahlerau weitergefahren. Beide Züge befanden sich nun auf demselben Gleis und fuhren aufeinander zu, ohne dass sich zwischen ihnen noch Signale befanden, mit denen sie hätten aufgehalten werden können. Da auch kein Funkkontakt zum Zugpersonal bestand, war der Unfall nicht mehr zu verhindern. 1400 Meter vom Bahnhof Dahlerau entfernt, bei Hektometerstein 10.7, stießen die beiden Züge hinter einer Kurve nahe der damals in Bau befindlichen Kläranlage Radevormwald zusammen. Die Güterzuglokomotive war fünfmal schwerer und etwa einen Meter höher als der zweiteilige Schienenbus. Der Schienenbus wurde 100 Meter weit zurückgeschoben, der Motorwagen dabei auf etwa ein Drittel seiner Länge zusammengepresst. Dies geschah, weil die Lok auf das massive und deshalb verhältnismäßig wenig beschädigte Chassis des Motorwagens aufrutschte und ihr der leichte und grazile Aufbau des Fahrgastraums keinen Widerstand entgegensetzen konnte. Die ab Mitte der 1970er Jahre gebauten Nachfolge-Triebwagen der Baureihe 628 waren deutlich stabiler konstruiert.
Das Gleis wurde anschließend nicht ausgetauscht. Einige der Stahlschwellen tragen daher bis heute tiefe Einkerbungen aus den Schienen gesprungener Räder.
Zum 50. Jahrestag des Unglücks errichteten die Mitglieder des Fördervereins Wupperschiene e. V., der die 1999 stillgelegte Strecke erworben hat, am Unglücksort ein Holzkreuz samt Gedenktafel für die 46 Todesopfer. Diese Stelle direkt am Gleis ist aber der Öffentlichkeit nicht zugänglich, daher spendete die Deutsche Bahn AG den Gedenkstein für einen offiziellen Gedenkort direkt oberhalb des Unglücksortes am Straßenrand der hier parallel verlaufenden L 414, der knapp zwei Jahre später eingeweiht wurde. Dort listet eine Tafel alle Getöteten mit Namen auf.
Die Ermittlungen zur Unfallursache dauerten länger als ein Jahr. Der Hergang ließ sich jedoch nicht mehr in einem Gerichtsverfahren verhandeln, da der Fahrdienstleiter des Bahnhofs Dahlerau kurze Zeit nach dem Ereignis bei einem nicht selbst verschuldeten Autounfall verstarb.

## Folgen
41 Schüler, zwei Lehrer, eine Mutter sowie Fahrzeugführer und Schaffner des Schienenbusses starben. 24 Personen erlitten zumeist schwere Verletzungen. Ein Schüler überstand den Unfall unverletzt.
Der Fahrdienstleiter von Dahlerau hatte, nachdem er den Zusammenstoß nicht mehr verhindern konnte, noch die Rettungsleitstelle alarmiert. Aus dem Radevormwalder Stadtzentrum und den benachbarten Städten Wuppertal, Remscheid und Solingen kamen Rettungsfahrzeuge, Feuerwehr und Polizei sehr schnell zur Unfallstelle. Die Rettungsarbeiten wurden durch eine schwer begehbare Steilhanglage zwischen Straße und Wupper erschwert. Hinzu kamen Eltern, die am Bahnhof Radevormwald wartend von dem Unfall erfahren hatten und nun ihre Kinder suchten, ferner unzählige Schaulustige, angelockt durch die Signalhörner der Einsatzfahrzeuge. Die Retter konnten dennoch vielen Verletzten rechtzeitig die nötige Hilfe leisten, die dadurch trotz schwerer Verletzungen überlebten. Die Toten wurden zur Identifizierung in die Turnhalle Bredderstraße gebracht.
Nach Abschluss der Spurensicherung am Unfallort wurde das Wrack des Schienenbusses im September 1971 verschrottet. Die Lokomotive des Güterzuges wurde repariert. Sie blieb bis 2002 im Bestand der DB und war anschließend bis 2010 bei Alstom im Einsatz. Zumindest im Jahr 2018 war die Lokomotive, stark umgebaut, noch bei einem privaten Eisenbahnunternehmen in Betrieb.
Als eine Konsequenz aus dem Unfall wurde verboten, weiterhin die roten Blenden der Befehlsstäbe zu nutzen, um Verwechslungen zu vermeiden. Zudem mussten nun Züge, die in einem Bahnhof ohne Ausfahrsignale eine Zugkreuzung hatten, vor dem Einfahrsignal warten, bis der Gegenzug an der H-Tafel zum Stehen gekommen war. Auch die Ausrüstung mit Zugbahnfunk wurde jetzt bei der Deutschen Bundesbahn vorangetrieben und 1972 wurde die Vorschrift DS 436 (Zugleitbetrieb) veröffentlicht.
Obwohl die Vorbereitungen für die Stilllegung der Wuppertalbahn schon begonnen hatten, erhielten die Bahnhöfe Dahlerau und das benachbarte Beyenburg 1975 ein elektromechanisches Stellwerk einschließlich Ausfahrsignalen und Indusi, die aber nach Einstellung des Personenverkehrs 1979 im Laufe des Jahres 1980 wieder ausgebaut wurden.

## Beerdigung
Die Mehrzahl der ums Leben gekommenen Schüler wurde auf dem Kommunalfriedhof in Radevormwald in einem gemeinsamen Gräberfeld beigesetzt. Zur Beerdigung am 2. Juni 1971 kamen zwischen 7.000 und 10.000 Menschen, unter ihnen auch Bundeskanzler Willy Brandt, Bundesverkehrsminister Georg Leber und Bundesratspräsident Hans Koschnick. In Radevormwald blieben die Geschäfte geschlossen und in vielen Schaufenstern lagen Kondolenzschreiben aus. Beileidsbekundungen und Trauerkränze kamen nicht nur von der Bundesbahn und aus umliegenden Städten und Gemeinden, sondern auch aus Frankreich und England. Geplante Veranstaltungen waren abgesagt worden, Taxis fuhren mit Trauerflor, auf der nahegelegenen Bahnstrecke wurde der Zugverkehr während der Trauerfeier ausgesetzt. Die Feuerwehr stand Ehrenwache. Der Onkel eines verstorbenen Kindes brach auf dem Friedhof zusammen und starb an einem Herzinfarkt. 100 weitere Trauergäste erlitten Schwächeanfälle.
Die Gräberreihen werden von einem Denkmal des Bildhauers Hans Gerhard Biermann überragt. Vier Engelköpfe als Querbalken eines fast zehn Meter hohen vierseitigen steinernen Monumentalkreuzes symbolisieren die vier Winde aus der Vision des Ezechiel (Ez. 37,9), die als Inschrift „Von den vier Winden komme Geist und hauche über diese Toten, auf dass sie wieder lebendig werden“ den Kreuzesstamm in Augenhöhe umzieht. Darüber und darunter sind die Namen der Bestatteten eingraviert.

## Dokumentation und Rezeption
- Das Zugunglück von Radevormwald – Leben mit der Katastrophe, Autor: Achim Scheunert, ca. 45 Minuten. Erstausstrahlung: 28. Mai 2021 im WDR Fernsehen.[9]
- Eric Schneider: Opi. Bergischer Verlag, Remscheid 2024, ISBN 978-3-96847-057-3.